# Søre Russøya
Søre Russøya est une île norvégienne qui est l'île principale de l'archipel des Russøyane au Svalbard. Les îles sont situées dans le fjord Murchisonfjorden à l'ouest de l'île Nordaustlandet. L'île fait partie de la Réserve naturelle de Nordaust-Svalbard.
La superficie de l'île est d'environ 10 km2. Le point culminant de l'île est situé à 71 m.